# Александър Радолов
Александър Христов Радолов е български политик от Българския земеделски народен съюз (БЗНС). Той оглавява няколко министерства в правителството на Александър Стамболийски (1920 – 1923). След Деветосептемврийския преврат от 1944 е осъден на смърт и екзекутиран.

## Биография
Александър Радолов е роден на 27 юни (15 юни стар стил) 1883 в Славянци, Карнобатско. През 1905 завършва гимназия в Сливен, учи известно време филология в Софийския университет „Свети Климент Охридски“, а през 1908 завършва право в Женева. След завръщането си в България става член на БЗНС и през следващите години е сред неговите ръководители, като от 1911 до 1934 е член на Управителния съвет, а от 1913 до 1944 с кратки прекъсвания е народен представител. През 1917 е директор на Народен магазин, а през 1918 пише Устав за всестранната земеделска кооперация.
В правителството на Стамболийски Александър Радолов е министър на правосъдието (1920 – 1921), министър на вътрешните работи и народното здраве (1921 – 1922) и министър на търговията, промишлеността и труда (1922 – 1923). Избран е за държавен обвинител срещу министрите, обвинени от Народното събрание за националните катастрофи. След Деветоюнския преврат през 1923 е арестуван и съден, но е оправдан на 9 април 1924. След освобождаването си се включва в БЗНС Врабча 1, а през 1932 – в БЗНС Георги Марков.
След Деветосептемврийския преврат през 1944 Александър Радолов е осъден на смърт от т.нар. Народен съд, заедно с останалите депутати в XXV обикновено народно събрание. Той е екзекутиран на 1 февруари 1945.